# Branislav Obžera
Branislav Obžera (ur. 29 sierpnia 1981 w Bystričanach) – słowacki piłkarz grający na pozycji prawego ofensywnego pomocnika.

## Kariera klubowa
Obžera jest wychowankiem Baníka Prievidza, w barwach którego w sezonie 1999/2000 zadebiutował w pierwszej lidze słowackiej. Zespół spadł jednak do drugiej ligi, a po sezonie zawodnik wrócił do rodzinnej w Bańskiej Bystrzycy, by przez rok grać w tamtejszej drugoligowej Dukli. W 2001 roku zmienił barwy klubowe i przeszedł do Slovana Bratysława. W 2003 roku zajął z nim 3. miejsce w słowackiej lidze, ale w sezonie 2003/2004 zespół opuścił szeregi ekstraklasy i po pół roku występów na drugim froncie Branislav trafił do rywala zza miedzy, Artmedii Petržalki Bratysława. Jeszcze w tym samym sezonie wywalczył tytuł mistrza Słowacji, a w sezonie 2005/2006 awansował z klubem do fazy grupowej Ligi Mistrzów. Był wówczas czołowym zawodnikiem zespołu i przyczynił się do dobrych wyników zespołu: 3:2 w Porto z tamtejszym FC Porto, czy remisy 0:0 i 2:2 z Rangers F.C. Z Artmedią zajął 3. miejsce w grupie i awansował do Pucharu UEFA.
Zimą 2006 roku Obžera został wypożyczony do rosyjskiego Saturna Ramienskoje, gdzie spotkał kilku swoich rodaków. W Premier Lidze zadebiutował 19 marca w meczu z Zenitem Petersburg (1:1) i już w debiucie zdobył gola. Potem jednak z powodu kontuzji stracił miejsce w składzie i w efekcie czego opuścił połowę ligowych spotkań. W 2007 roku powrócił z wypożyczenia do Artmedii i wywalczył z nią wicemistrzostwo kraju.
We wrześniu 2008 Obžera powrócił do Slovana Bratysława. 5 listopada strzelił oba gole w zwycięskim 2:0 meczu z MŠK Žilina. W 2012 roku odszedł ze Slovana. W 2013 roku przeszedł do DAC 1904 Dunajská Streda. W lutym 2014 roku trafił do SV Bad Ischl, a w lipcu tegoż roku przeszedł do Slovana Liberec, jednakże po dwóch miesiącach odszedł z klubu.
| Sezon   | Klub                          | Kraj     | Rozgrywki             | Mecze | Bramki |
| ------- | ----------------------------- | -------- | --------------------- | ----- | ------ |
| 1999/00 | Baník Prievidza               | Słowacja | Corgoň Liga           | 25    | 0      |
| 2000/01 | Dukla Bańska Bystrzyca        | Słowacja | 2. liga               | ?     | ?      |
| 2001/02 | Slovan Bratysława             | Słowacja | Corgoň Liga           | 28    | 2      |
| 2002/03 | Slovan Bratysława             | Słowacja | Corgoň Liga           | 23    | 5      |
| 2003/04 | Slovan Bratysława             | Słowacja | Corgoň Liga           | 11    | 1      |
| 2004/05 | Slovan Bratysława             | Słowacja | 2. liga               | ?     | ?      |
| 2004/05 | Artmedia Petržalka Bratysława | Słowacja | Corgoň Liga           | 5     | 0      |
| 2005/06 | Artmedia Petržalka Bratysława | Słowacja | Corgoň Liga           | 15    | 2      |
| 2006    | Saturn Ramienskoje            | Rosja    | Rosyjska Premier Liga | 14    | 2      |
| 2006/07 | Artmedia Petržalka Bratysława | Słowacja | Corgoň Liga           | 14    | 1      |
| 2007/08 | Artmedia Petržalka Bratysława | Słowacja | Corgoň Liga           | 24    | 6      |
| 2008/09 | Artmedia Petržalka Bratysława | Słowacja | Corgoň Liga           | 4     | 0      |
| 2008/09 | Slovan Bratysława             | Słowacja | Corgoň Liga           | 24    | 4      |
| 2009/10 | Slovan Bratysława             | Słowacja | Corgoň Liga           | 13    | 0      |
| 2010/11 | Slovan Bratysława             | Słowacja | Corgoň Liga           | 0     | 0      |
| 2013/14 | DAC 1904 Dunajská Streda      | Słowacja | Corgoň Liga           | 5     | 0      |
| 2013/14 | SV Bad Ischl                  | Austria  | Oberösterreich Liga   | ?     | ?      |
| 2014/15 | Slovan Liberec                | Czechy   | Gambrinus Liga        |       |        |

## Kariera reprezentacyjna
W reprezentacji Słowacji Obžera zadebiutował 8 września 2007 roku w zremisowanym 2:2 meczu z Irlandią, rozegranym w ramach eliminacji do Euro 2008. W 65. minucie spotkania zmienił Stanislava Šestáka.